# Слатшеймінг
Слатшеймінг (англ. slut-shaming; від «slut» — «шльондра» та «shaming» — соромлення, публічний осуд) — критика та осуд жінок і дівчат за їхню сексуальну активність, або ж вигляд чи поведінку, які в інших асоціюються з цією сексуальною активністю. Різновид сексизму.
Прикладом слатшеймінгу є осуд зовнішнього вигляду та одягу жінок (звинувачення у дуже відвертому одязі), жіночого запиту на доступ до контрацепції, жіночий секс до шлюбу, секс без зобов'язань та без стосунків, велику кількість сексуальних партнерів у жінки або ж цькування за відмову від статевих стосунків, звинувачення жертви зґвалтування в «провокації» ґвалтівника.
З ним стикаються жертви харасменту чи зґвалтувань.

## Визначення та характеристики
Слатшеймінг передбачає критику жінок за порушення прийнятих кодів сексуальної поведінки. Наприклад, застереження жінок за поведінку, одяг або бажання, які більш сексуальні, ніж суспільство вважає прийнятним для жінок. Авторка Джессалін Келлер (Jessalynn Keller) зазначає: «Слово [слатшеймінг] стало популярним одночасно з маршами повій і за функцією схоже з „війною проти жінок“ — створює між ними емоційний зв'язок, одночасно коригуючи слово „повія“ — роблячи його джерелом сили і емпаверменту для дівчат і жінок».
Слатшеймінг застосовується як чоловіками, так і жінками. Слатшеймінг серед дівчат і жінок функціонує як спосіб сублімації сексуальної заздрості «в більш соціально прийнятну форму соціальної критики проявів сексуальності дівчат або жінок». Термін також використовується для опису звинувачення жертви за зґвалтування або інший статевий злочин. Для цього заявляють, що злочин був викликаний (частково або повністю) відвертим одягом жінки або її сексуально провокативними манерами, які передували відсутності згоди на секс — що знімало з порушника провину. Поблажливі в сексуальному плані індивідууми можуть зіткнутися з ризиком соціальної ізоляції.
Застосування слатшеймінгу може вважатися формою соціального покарання і аспектом сексизму. Соціальний рух підпадає під категорію фемінізму. Це створює полеміку, тому як гендерні ролі займають істотне місце в соціальному Русі. Тема слатшеймінгу привертає увагу до проблем соціуму, пов'язаних з подвійними стандартами. Це відбувається через те, що зазвичай він спрямований проти дівчат і жінок, а юнаки і чоловіки, як правило, не є його метою. Слатшеймінг поширений в Америці, оскільки країна в сильній мірі є культурою високого контексту — першорядне значення надається збудникам комунікативного акту і другорядне — його змісту. У культурі високого контексту простіше опинитися в положенні, коли жертва звинувачується. Слатшеймінг чітко асоціюється з віктимблеймінгом (звинуваченням жертви).
Дослідники з Корнелльського університету виявили, що прояви, схожі зі слатшеймінгом, присутні також щодо платонічних одностатевих дружніх відносин. Дослідники попросили жінок з коледжу прочитати замальовку, що описує уявну однолітку «Джоан», а потім оцінити свої відчуття з приводу її характеру. Одній групі жінок «Джоан» була охарактеризована як мала в житті двох сексуальних партнерів. Іншій групі — як мала двадцять партнерів. Дослідження виявило, що жінки — в тому числі ті, хто був більш проміскуїтетними самі — оцінили Джоан із двадцятьма партнерами як «меншою мірою компетентну, емоційно стійку, добру і владну, ніж Джоан з двома партнерами».

## У суспільстві та культурі

### Історія
Дата появи терміна «слатшеймінг» (slut-shaming) не задокументована. Хоча самі прояви слатшеймінгу існували протягом століть, дискусія навколо цього явища виросла з соціальних і культурних взаємин — обговорення того, яка поведінка вважається нормативним і прийнятним. Друга хвиля фемінізму зробила значний внесок у визначення слатшеймінгу як такого. Між промисловою революцією та Другою світовою війною чоловіки грали роль добувача. Вони становили більшість робочої сили, а жінки соціалізувалися і навчалися для проходження культу сімейного життя і домашнього господарства. Автор Емілі Пул (Emily Poole) вважає, що сексуальна революція 60-х і 70-х збільшила як частку застосування контрацепції, так і частку дошлюбного сексу.

### У сучасному суспільстві
Слатшеймінг дуже поширений на платформах соціальних мереж, в тому числі найпопулярніших: YouTube, Twitter і Facebook. Слатшеймінг у формі суперечки в Фейсбуці іноді приводив до судових переслідувань за погрози, домагання і заподіяння образи.
За статистикою Дослідницького центру П'ю, найпоширенішою метою домагань в Інтернеті є молоді жінки. Понад 50 % респонденток з-поміж молодих жінок зустрічалися з тим, що в онлайні їх називали образливими іменами або соромили. Жінки від 18 до 24 років найбільш явно відчували домагання різних типів: за 26 % стежили онлайн, а 25 % були онлайн-мішенню сексуальних домагань.
У виданні Women Studies International Forum дослідниця Джессіка Мегаррі (Jessica Megarry) провела практичний експеримент, за результатами якого зарахувала онлайн-домагання до різновиду сексуального насильства. Дослідження проводилося за допомогою хештегу #mencallmethings (#чоловікиобзиваютьмене): жінок просили поділитися у твіттері прикладами домагань від чоловіків. Під це визначення підпадали образи зовнішності, обзивання, погрози зґвалтування або смерті, слатшеймінг.
Одна з літературних персонажок, які зазнали на собі слатшеймінгу, — це Лілі Барт в книзі Едіт Вортон «Будинок радості» (The House of Mirth).

### В Україні
Слатшеймінг оточує жінок з дитинства. Його тиск не лише психологічний, а і може випливати у різного виду соціальні утиски та обмеження. Жінці на основі її зовнішнього вигляду можуть відмовити у роботі, або навіть у людському ставленні (іншування та осуд жінок та дівчаток, втягнутих у проституцію). Конвенційно красива «за канонами» сексуальності жінка у свідомості людей перестає бути людиною, перетворюючись на об'єкт, що наочно демонструє сексистська реклама. А за об'єктивацією йде гендерний стереотип «красива, отже тупа» — і це теж явище слатшеймінгу. Один із найбільш травмуючих наслідків слатшеймінгу — віктімблеймінг та ескалація міфів про зґвалтування, що підтримує культуру зґвалтування. З ним стикаються жертви харасменту чи зґвалтувань. Домашнє насильство проти жінок в Україні: Показовою була реакція суспільства на флешмоб з оприявнення сексуального насильства ЯНеБоюсьСказати, коли постраждалих жінок, які ділились травматичним досвідом зґвалтувань і домагань, звинувачували у тому, що з ними скоїли, як «розпусних».[джерело?]

## Активізм
Активність проти ганьби повій відбувається по всьому світу. Учасники прикривали свої тіла повідомленнями «Не кажи мені, як одягатися» та «Я не повія, але мені подобається секс за згодою» та маршувати під гігантським прапором із написом «повія». Активність відбулася у Ванкувері, Нью-Йорку, Ріо, Єрусалимі, Гонконзі та інших.
У 2008 році сотні південноафриканських жінок протестували біля місцевої стоянки таксі в мініспідницях і футболках з написом «Розлючені жінки» після того, як таксист і кілька торговців поскаржилися молодій дівчині через те, що вона одягла коротку джинсову мініспідницю, і проникли в неї своїми пальцями, неодноразово називаючи її «повією». Протестувальники хотіли чітко донести своє повідомлення; вони хотіли, щоб чоловіки припинили докучати жінкам, якими б короткими не були їхні спідниці, і щоб вони ніколи не були запрошенням.
Після групового зґвалтування непритомної 16-річної дівчини в Стюбенвіллі, штат Огайо, у серпні 2012 року, школярі-футболісти поширили відео нападу серед інших однокласників, деякі з яких виклали відео в Twitter та Instagram. Пізніше влада видалила фотографії та відео; однак це не завадило людям позначати хеш-тегами «статус повії» або «я не маю симпатії до повій» у своїх твітах. Члени колективу Anonymous повідомили місцевій владі імена ґвалтівників та однокласників, які поширили кадри. Вони вийшли на вулиці та в Інтернет з проханням допомогти громаді відновити справедливість щодо зґвалтованої Джейн Доу.
Члени The Arts Effect All-Girl Theatre Company розробили п'єсу «Повія» (Slut: The Play), у якій вони розповідають про згубний вплив ганьби повій і культури повій. Творці стверджують, що їхня п'єса «є закликом до дії — нагадуванням», що ганьба повій відбувається щодня, майже всюди. Натхненням для «Повії» є реальний досвід дівчат віком від 14 до 17 років із Нью-Йорка, Нью-Джерсі, Коннектикуту та Пенсільванії. П'єса була показана на Нью-Йоркському фестивалі Fringe у 2013 році.
Після того, як Олівія Мелвілл, Палома Бріерлі Ньютон і близько дюжини інших австралійських жінок на власні очі відчули ганьбу повій, 25 серпня 2015 року заснували організацію Sexual Violence Won't Be Silence («Не мовчи про сексуальне насильство»). Засновники також подали петицію до уряду Австралії з проханням краще навчати співробітників правоохоронних органів щодо запобігання та покарання за насильницькі дії в соціальних мережах.